# ГАЕС Шіобара
ГАЕС Шіобара (塩原発電所) – гідроакумулювальна електростанція в Японії на острові Хонсю. 
Нижній резервуар створили на річці Косабі, правій притоці Осабі, котра в свою чергу є лівою притокою Хокі (впадає праворуч до річки Нака, яка завершується на узбережжі Тихого океану в місті Хітаті-Нака). Її перекрили бетонною гравітаційною греблею висотою 104 метра, довжиною 273 метра та шириною по гребеню 8 метрів, яка потребувала 590 тис м3 матеріалу. Резервуар має площу поверхні 0,32 км2, об’єм 10,5 млн м3 (корисний об’єм 7,6 млн м3) та припустиме коливання рівня у операційному режимі між позначками 670 та 700 метрів НРМ. 
Верхній резервуар створили на струмку Набе-Арісавагава, який стікає праворуч до Косабі, за допомогою кам'яно-накидної греблі із асфальтовим облицюванням висотою  91 метр, довжиною 263 метра та шириною по гребеню 10 метрів, яка потребувала 2 млн м3 матеріалу. Вона утримує водосховище з площею поверхні 0,47 км2 та об’ємом 11,9 млн м3 (корисний об’єм 7,6 млн м3).
Від верхнього резервуару до машинного залу прямує тунель довжиною 1,5 км з діаметром 8 метрів, який переходить у напірний водовід довжиною 0,6 км. З’єднання із нижнім резервуаром забезпечується за допомогою трьох тунелів довжиною по 0,7 км з діаметром 4,8 метра. В системі також працює вирівнювальний резервуар висотою 108 метрів з діаметром 13 метрів.
Основне обладнання станції становлять три оборотні турбіни типу Френсіс загальною потужністю 900 МВт у генераторному та 930 МВт у насосному режимах. Вони використовують напір у 362 метри та забезпечують підйом на 378 метрів.